# Франсуа-Луї Трамбле
Франсуа-Луї Трамбле (фр. François-Louis Tremblay, 13 листопада 1980) — канадський ковзаняр, спеціаліст із шорт-треку, дворазовий олімпійський чемпіон, багаторазовий чемпіон світу.
Франсуа-Луї Трамбле один із двох канадських спортсменів, що завойовували 5 олімпійських медалей на зимових Іграх — інший Марк Ґаньон. Трамбле брав участь у трьох Олімпіадах, починаючи з Солт-Лейк-Сіті. Два звання олімпійського чемпіона він виборов у естафетах.
Трамбле також дворазовий чемпіон світу на дистанції 500 м — 2005 та 2006 років.